# ロイヤルコペンハーゲン

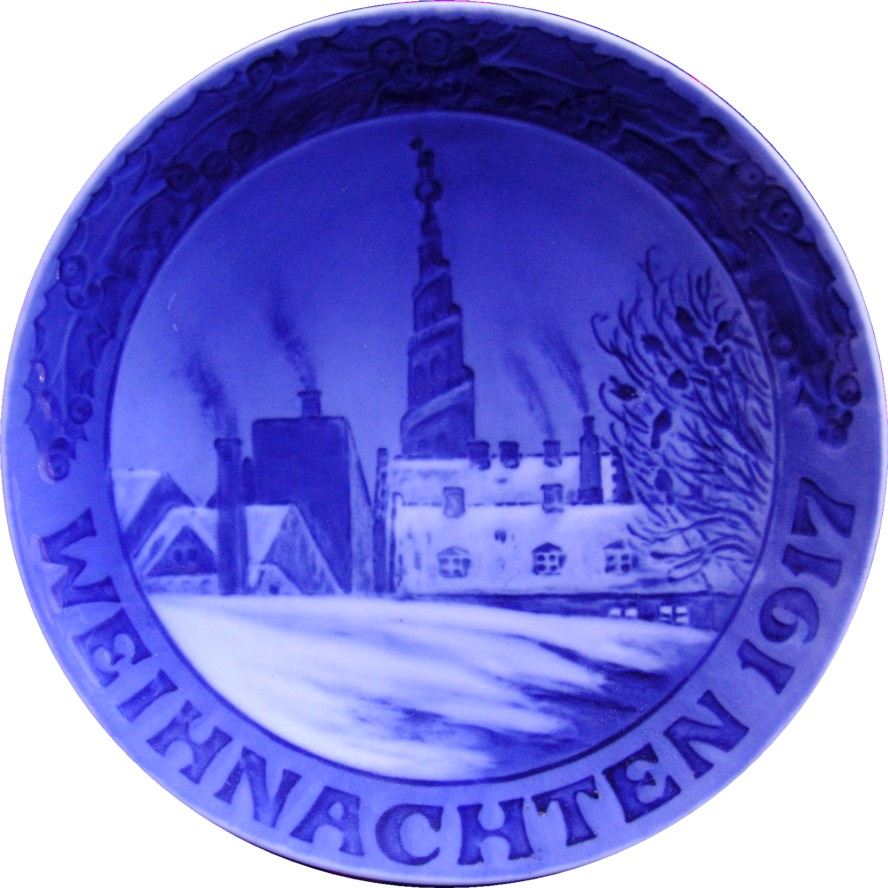
1917年のイヤープレート

ロイヤルコペンハーゲン（Royal Copenhagen）は、デンマークの陶磁器メーカー。正式名称は「ロイヤル・コペンハーゲン陶磁器工房」（The Royal Copenhagen Manufactory）。絵付けはすべて手描きで、製品の裏側にはロイヤルコペンハーゲンのマークと、アーティストのサイン、シェーブナンパーが入れられている。
創業当時から東洋の青い染付の影響を強く受け、手描きによるコバルトブルーの絵柄が特徴。1868年から制作されている下絵の手描きのブルーバターン「ブルーフルーテッド」はベストセラーのひとつ。ブランドの特徴である唐草模様パターンとレース技術は繊細で格調高く、世界中で愛されているが、中でも特に日本人の人気を集めている。1908年以来欠ける年なく続いているイヤープレート（クリスマスプレート）も人気商品のひとつ。

## 歴史
ボーンホルム島で良質のカオリンが発見され、1773年、フランツ・ヘンリック・ミュラーがデンマークで初の硬質磁器を完成させる。1775年にクリスチャン7世国王とユリアナ・マリア王太后の援助によって「ロイヤルコペンハーゲン」王室御用達窯となった。さらに1779年、ユリアナ・マリア王太后がマイセンより技術者を集め、民間企業だったこの窯は王室が株を買い占め、王立デンマーク磁器製陶所となった。1868年、王室はロイヤルの称号を残すことを条件に、窯の株式を大商人のブラックに売却し、民間企業となった。2012年、フィンランドの企業フィスカースに買収された。

## マーク

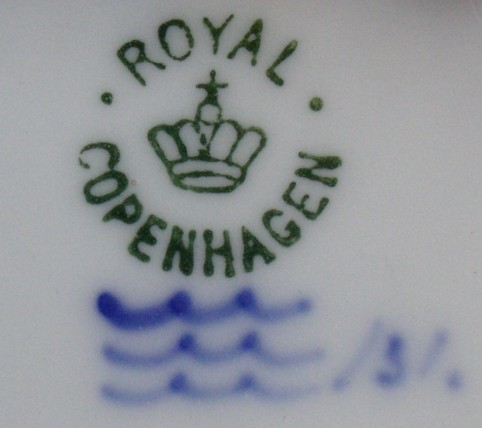
マーク

マークは王冠と三本の鮮かなブルーの波型ラインで構成される。3本の波線は、デンマークを囲む3つの海峡を現し、その上に王室御用達を意味する王冠が輝く。
バックスタンプは制作の古いものは、マイセンの様にマーク自体が違っているが、1935年以降は、現在でも使用されているマークと同じで、製造年は、バックスタンプの王冠の周りの「ROYAL COPENHAGEN DENMARK」と書かれている文字の周辺に打たれた点の位置により判別が可能である。

## 不朽の名作「フローラ・ダニカ」
世界一豪華なディナーセットとして不朽の名作と謳われているパターンネーム「フローラ・ダニカ」は創立初期の1885年につくられた。フレデリック王子が当時デンマークと親交の深かったロシアの女帝エカチェリーナ2世に献上するために作られたディナーセットで、「フローラ・ダニカ植物図鑑」より2600点もの植物を食器に描くという壮絶な企画であった。12年の歳月をかけ絵付師バイエルが忠実にたった一人で食器のひとつひとつにデンマークの草花を図鑑から描き写す作業を続けたが、作品完成前にエカチェリーナ2世が他界し、この企画は中断される。バイエルが描いた 1802点にも及ぶオリジナルはローゼンボーグ城に保存されている。このパターンの食器は現在もデンマークの公式晩餐会の食器として使用されている。

## 代表作
- フローラ・ダニカ
- ブルーフルーテッド
- ブルーフラワー
- ホワイト・ハーフレース
- イヤープレート
- ブルー・フィッシュ（磁器製の青いシーラカンスの像。1972年、昭和天皇・香淳皇后が訪欧した際、ロイヤル・コペンハーゲン社を見学し、記念としてこの「ブルーフィッシュ」が献上された）

## ギャラリー

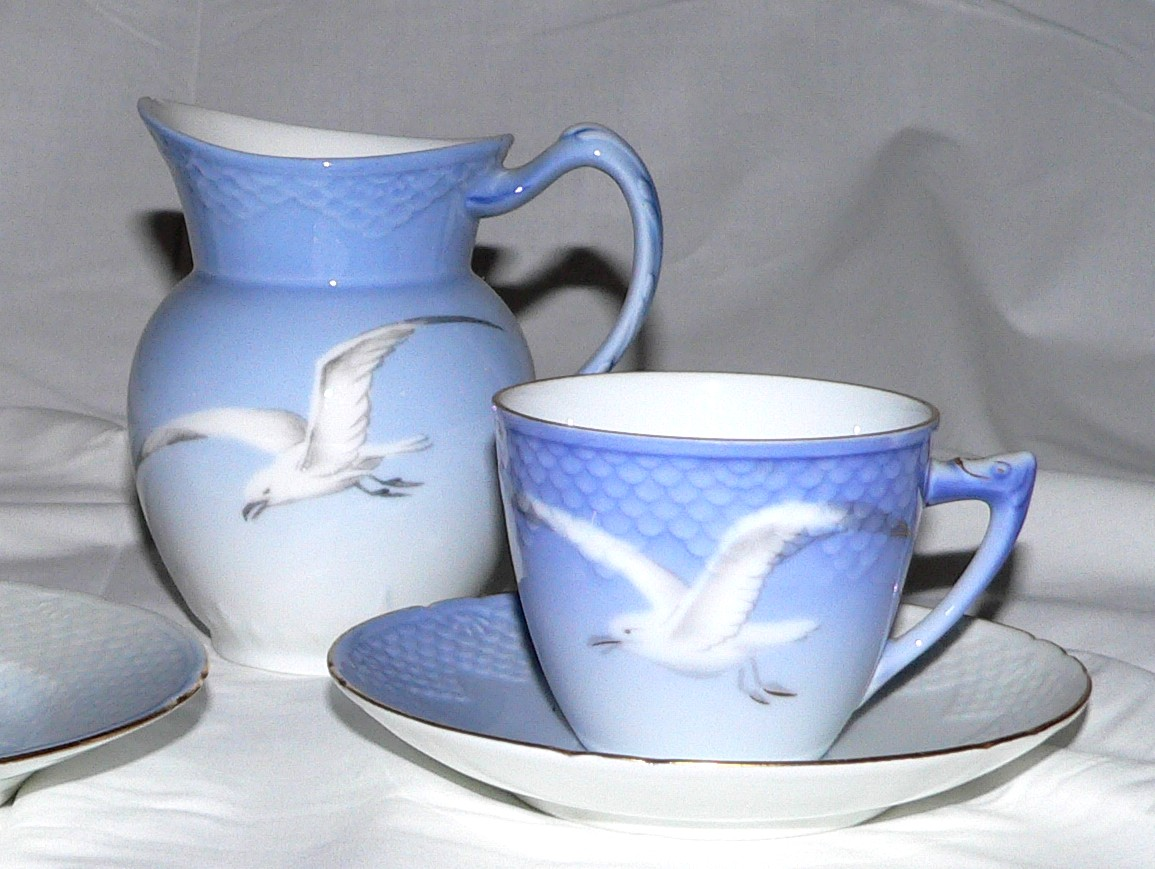
シーガルのカップとソーサー
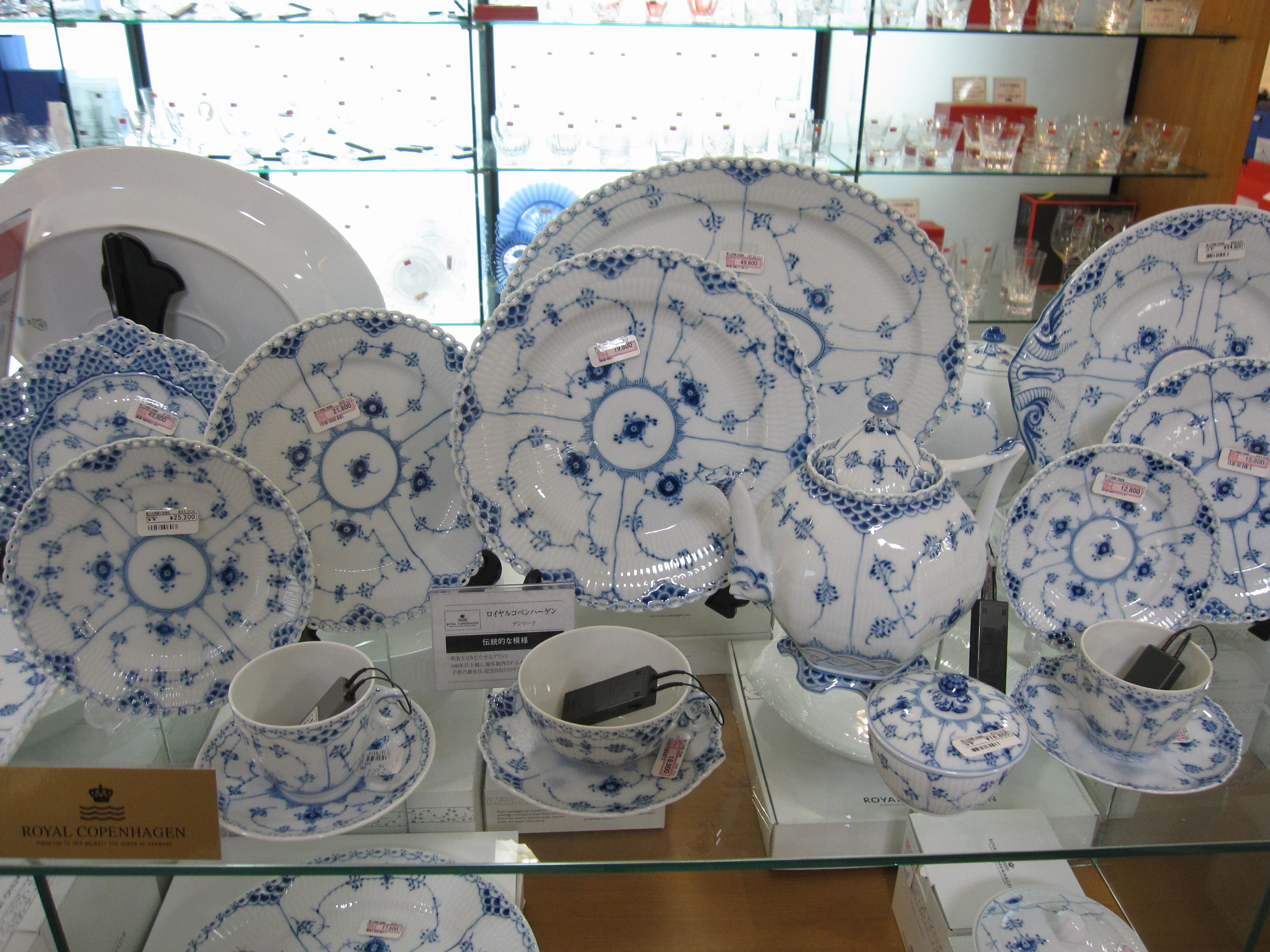
ブルーフルーテッド フルレース